# Recoubeau-Jansac
Recoubeau-Jansac är en kommun i departementet Drôme i regionen Auvergne-Rhône-Alpes i sydöstra Frankrike. Kommunen ligger i kantonen Luc-en-Diois som tillhör arrondissementet Die. År 2022 hade Recoubeau-Jansac 327 invånare.

## Befolkningsutveckling
Antalet invånare i kommunen Recoubeau-Jansac
Referens:INSEE